# Maät
Maät of Ma'at is in het oude Egypte de aanduiding van het concept van waarheid, stabiliteit en rechtvaardigheid en kosmische orde. Het komt reeds in het 3e millennium v.Chr. in teksten voor. Maät wordt vanaf het Middenrijk de maatstaf voor de hoofdrol van de farao: de kosmische orde handhaven voor de vruchtbaarheid van het land en zijn bewoners.

In de Egyptische mythologie is Maät als godin de personificatie van deze concepten. Zij vertegenwoordigt van bij de aanvang van het universum de kosmische orde. Laat in haar ontwikkeling werd ze als dochter van de zonnegod Ra beschouwd. Haar goddelijke tegenhangster is Isfet, de chaos. Maät wordt vaak vernoemd in het Egyptisch Dodenboek.

## Filosofisch concept
Maät (of ma'at) is in het Oude Egypte de aanduiding van het concept dat de eigenschappen essentie, authenticiteit, echtheid, rechtheid, juistheid, waarheid, stabiliteit, kosmische orde, rechtgeaardheid en rechtvaardigheid verenigt. Het duidt de natuurlijke wetmatigheid der dingen van bij hun begin aan. Vandaar ook de natuurwet waarmee de kosmos geregeld is van bij het ontstaan ervan. Dit principe is altijd onzichtbaar en onveranderlijk op de achtergrond aanwezig. Als een reflector heeft het zelf geen deel aan de gebeurtenissen, maar worden die er wel door beïnvloed.
Een oude tekst zegt over maät: "de goedheid en waarde ervan was duurzaam bedoeld. Het werd niet verstoord sinds de dag van zijn ontstaan, terwijl degene die de ordonnanties ervan schendt gestraft wordt."
Het concept komt overeen met de Me in Mesopotamië, de wet met de lotsbestemming die in handen van de goden was en die op twaalf tafelen met instructies, een per maand van het jaar, jaarlijks aan de Babylonische koning bij zijn re-investituur werden overhandigd.
Er zijn zo goed als geen mythen over de godin Maät, omdat zij altijd veel meer het abstract concept is gebleven dat zij vertegenwoordigt.

## Oorsprong en ontwikkeling van het concept

### Hiërogliefwoorden
De hiërogliefweergave van de naam Maät bestaat uit de struisvogelveer, of zij kan ook worden aangeduid met de regelstok van een bouwer, of de plint waarop beelden van goden werden geplaatst. De toevoeging van een uitgang -t duidt meestal op een vrouwelijke vorm (vgl. Baälat, Eilat, e.a.). Soms wordt, zoals in dit geval, een extra -a- tussen de woordstam en de uitgang geplaatst om de uitspraak te vergemakkelijken.

### Betekenis
Het hiërogliefwoord 'maät' betekent op de eerste plaats "wat recht is" en werd waarschijnlijk als naam gegeven voor het werktuig waarmee handwerklui van allerlei soorten hun werk in de goede banen lieten verlopen. Dit is dezelfde idee die bij de Grieken aan de basis ligt van het woord κανων (canon). Dit duidde eerst op een rechte maatstok om iets recht mee te houden, dan een regel zoals die door metsers werd gebruikt, en ten slotte, metaforisch, een regel of wet of canon, iets waarmee het leven van mensen in de rechte lijn werd gehouden. Ook deze ideeën horen bij het Egyptische woord 'maät'. De godin Maät werd aldus de personificatie van natuurlijke en morele wetmatigheden, orde en echtheid.

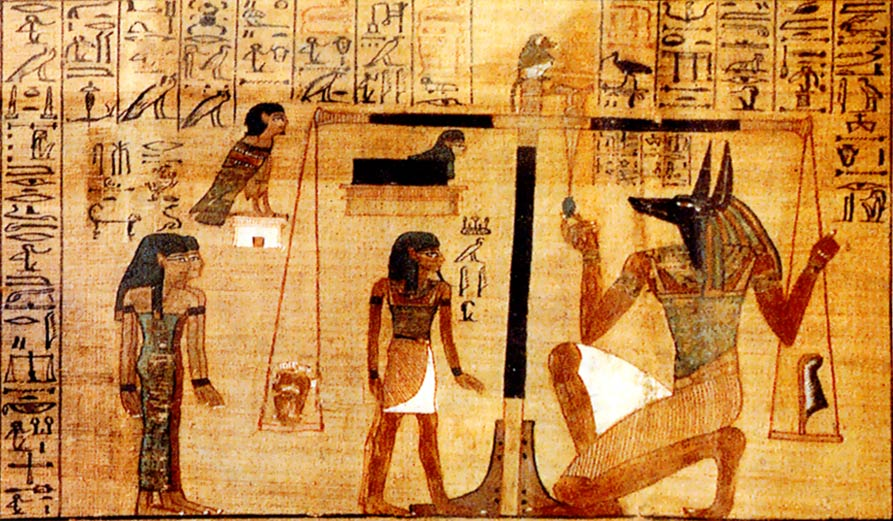
Scène uit het Egyptisch Dodenboek met het wegen van het hart

Maät werd aldus ook geassocieerd met de regelmaat van de natuurwet. De regelmaat waarmee de zon ondergaat en opkomt bijvoorbeeld werd uitgedrukt in het beeld van Maät en Thoth die de zonnegod Ra in zijn bark, bestuurd door Horus, vergezellen op zijn juiste pad van oost naar west. In haar hoedanigheid van leidster van de zonnegod wordt Maät "dochter van Ra" genoemd, en "Oog van Ra", "Vrouwe van de Hemel", "Koningin van de Aarde" en "Meesteres van de Onderwereld". En zij was natuurlijk ook de "Vrouwe van de Goden en Godinnen". Met haar moreel gezag was Maät de grootste onder de godinnen. In haar dubbele vorm van Maäti (dat wil zeggen de Maät van het zuiden en van het noorden) werd zij de "Vrouwe van de Hal des Oordeels", en werd ze de personificatie van de ultieme gerechtigheid, die ieder mens zijn deel gaf. Te oordelen naar bepaalde vignetten waarop 'het afwegen van het hart' werd voorgesteld, nam zij soms de vorm van de weegschaal zelf aan.

## Personificatie
Maät is de godin die het concept waarachtigheid, rechtvaardigheid en kosmische orde (Egyptisch ma-at) personifieert. Zij bestaat minstens reeds vanaf het Oude Rijk en wordt in de piramideteksten genoemd, waar zij achter de zonnegod Ra staat. Algemeen genomen kan Maät als het vrouwelijk equivalent van Thoth worden gezien, met wie zij samen ontstaan is, en volgens funeraire werken stonden beiden aan de zijde van Ra, toen deze uit de afgrond van Noen verrees. Zij wordt later ook met Osiris geassocieerd, die al zeer vroeg de Heer van de maät wordt genoemd. Vanaf het Nieuwe Rijk wordt zij "dochter van Re" genoemd. Vrij laat werd haar rol gelijkgesteld met Isis. Haar echtgenoot was meestal Thoth, de schrijversgod. Als dochter van Re werd zij voor de zuster van de farao aangezien.

## Faraonische waarde
Hoewel Maät reeds in het 3e millennium v.Chr. in teksten wordt vernoemd, is de uitdrukkelijke connectie met het farao-ambt van latere datum, vooral in het Middenrijk dan.
Elke farao had als hoofdtaak de maät (kosmische orde) in stand te houden, en velen lieten zichzelf afbeelden terwijl ze een klein Maätbeeldje in de hand houden dat ze de goden aanbieden als teken van hun slagen in die opdracht (of althans hun goede bedoeling wat dat betreft). Het was de farao of zijn vertegenwoordiger die gelast was met het leven en het voorgeschreven dagelijks ritueel voor de godheden op basis van het principe van maät.

### In het Middenrijk
Maät was ook een onderdeel van de faraonische waarden vanaf het Middenrijk. De farao moest staan voor rechtvaardigheid en orde tegenover de onrechtvaardigheid en chaos van de landen buiten de grenzen van het oude Egypte. Dit begrip ontstond tijdens de eerste tussenperiode, toen het voor de nomarchen duidelijk werd dat alleen zij de orde en het recht konden handhaven in hun nome. De farao's van het Middenrijk zullen hieraan de gedachte toevoegen dat orde en recht niet alleen in een bepaalde nome moet worden gehandhaafd, maar in heel Opper- en Neder-Egypte, en dat de farao hiervoor verantwoordelijk is. Hierbij komt dat de farao via de godin Maät te weten komt wat rechtvaardig is en wat niet.
De koning is niet langer meer zelf een god of de zoon van een god zoals in het Oude Rijk, maar wel de tussenpersoon tussen Maät en de mensen. Ook de goden moesten zich trouwens houden aan Maät en mochten de grenzen van Maät niet overschrijden. Om de wil van de goden - en dus van Maät - te kennen werden er priesters aangesteld die in plaats van de farao de dienst voor de goden onderhielden. De farao moest er ondertussen voor zorgen dat de orde bewaard bleef. De goden werkten constellatief samen om alles in orde te houden en deze samenwerking werd weerspiegeld in de samenwerking van de farao met de priesters. Ieder vormde een geheel in de constellatie van het oude Egypte.

### Nieuwe Rijk

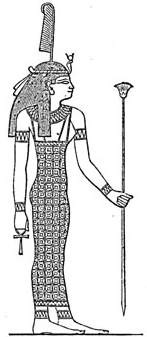

Hierin komt verandering met de 18e dynastie die een "Nieuwe Zonnetheologie" invoert, die niet meer uitgaat van een constellatief beeld, maar van de "wil van de god". De connectieve rechtvaardigheid, gebaseerd op solidariteit, waar Maät eerder voor stond, krijgt nu als invulling "de wil van de god". De god kan nu persoonlijk ingrijpen om te doen wat rechtvaardig is, en ieder mens kan de god bereiken door persoonlijke vroomheid, door zich rechtvaardig te gedragen. Tijdens het Opetfeest, waarbij de relatie van de farao met zijn goddelijke vader Amon werd gevierd, voor Amon die zijn tempel in Karnak in een bark verliet om die van Luxor te bezoeken, werden tijdens de tussenstops aan "kapelletjes" de vragen van gewone Egyptenaren aan de godheid voorgelegd. De priesters van Amon wonnen door deze orakels aan invloed en de farao verloor hierdoor een deel van zijn vroegere macht. Amenhotep IV, die deze evolutie wou uitbuiten, veranderde zijn naam in Echnaton en maakte Aton, een godheid zonder andere verschijningsvorm dan de zonneschijf, tot hoofdgod van het Egyptische pantheon en de diensten aan andere goden werden ondergeschikt aan die van Aton. De enige die de wil van Aton kon kennen was de farao, en hierdoor won Echnaton het faraonische monopolie op de theologie terug. Dit werd hem door de machtige Amonpriesters, die hun macht zagen slinken, niet in dank afgenomen, en zij wisten dan ook elk spoor van de laatste koningen van de 18e dynastie uit. Hiermee verzekerden de Amonpriesters zich van hun monopolie op de theologie en dus de gedachtewereld van de gewone Egyptenaren. Tijdens de Late periode heersten de Amonpriesters zelfs over een groot deel van Egypte en werd het erfelijk ambt haast dynastiek gemaakt. Door het vervangen van deze Amonpriesters door Godsvrouwen kon uiteindelijk worden voorkomen dat er zich een nieuwe dynastie van priesters zou vestigen, aangezien Godsvrouwen in tegenstelling tot de priesters geen kinderen mochten hebben. De Godsvrouw adopteerde haar opvolgster. Hierdoor kon een nieuwe heerser een van zijn vrouwelijke familieleden Godsvrouw laten maken. Zij heersten nominaal over de Thebaanse regio.

## Rol in de mythologie
Zoals de god Thoth vervulde Maät een belangrijke rol in de mythologie van Memphis, Heliopolis en Thebe. Ze werden echter niet tot nauwe 'bloedverwanten' gemaakt. Ze bleven enigszins buiten de familiestambomen van de goden die de priesters daar opstelden. In tegenstelling tot Thoth werd Maät meer als abstract concept behouden.

### Attributen en symboliek
Symbool en voornaamste attribuut van Maät is de struisvogelveer, die zij meestal in een haarband op het hoofd draagt en soms in de hand, waarbij de veer haar naam schrijft. Zij wordt meestal zittend afgebeeld (zitten betekent macht hebben in het Oude Egypte en zelfs nog vandaag). In de ene hand houdt zij de scepter en in de andere de anch, teken van leven. In veel afbeeldingen draagt Maät vleugels die elk aan een arm vastzitten, die ze dan vaak uitspreidt, op de wijze van Isis. Soms wordt ze ook afgebeeld als vrouw met een struisvogelveer op de plaats van het hoofd. De symboliek en de associatie met de struisvogelveer is tot hiertoe niet verklaard, maar dateert al zeker uit de [[5e dynastie van Egypte]].

### Relatie tot andere goden
Er zijn dan wel zo goed als geen mythen over de godin Maät - omdat zij altijd veel meer het abstract concept is gebleven dat zij vertegenwoordigt - maar afbeeldingen zijn er des te meer. Zij komt voor op de meeste vignetten van het Dodenboek, maar ook op muurschilderingen en reliëfs van Aboe Simbel tot de Vallei der Koningen. Soms draagt zij de veer - waaraan ze altijd te herkennen is - niet op het hoofd maar in de hand.
Zij is zo nauw bij Thoth betrokken, dat zij in feite als het vrouwelijk tegendeel van deze godheid kan worden beschouwd. Zij stond met Thoth in de bark van Ra toen de zonnegod voor het eerst boven de wateren van de oerruimte van Noen uitrees.

## Associatie met het hiernamaals
De Oud-Egyptenaren hadden verschillende opvattingen over het hiernamaals. Eén daarvan hield in dat na hun dood Maät hun hart zou wegen op een weegschaal met een struisvogelveer (die de waarheid belichaamde) als contragewicht. Als het hart lichter was dan de veer, mocht de dode voortgaan naar de Velden van Iahru. Was het hart zwaarder, dan werd de overledene verslonden door Ammit, de personificatie van goddelijke vergelding voor alle zonden.

### De Weegschaal van het Oordeel

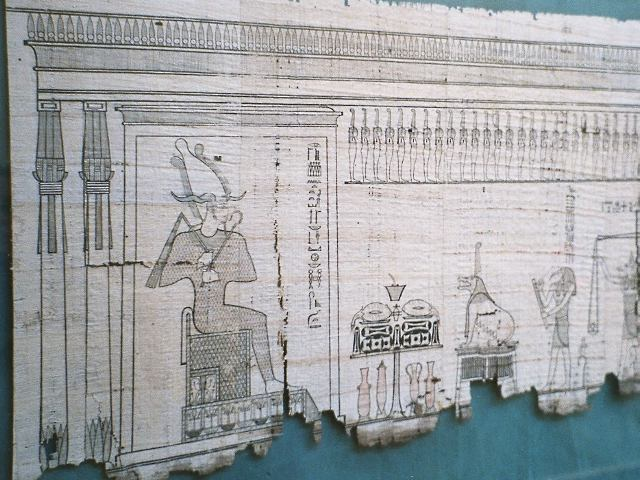
Fragment uit het Egyptisch Dodenboek op een papyrus die het Wegen van het Hart aangeeft met de veer van Maät als maatgewicht

De Weegschaal van het Oordeel bestaat uit een rechtopstaande zuil die gemonteerd is in een mof en met een pen in de vorm van een struisvogelveer die er bovenaan bevestigd is. De veer symboliseert Maät. Aan deze pen, die aan een koord is bevestigd, hangt de Balk van de Schalen met twee platte schalen die er met twee touwen aan bevestigd zijn. In de rechterschaal ligt de veer van Maät, of is in een figuurtje de zittende godin afgebeeld, en in de linkerschaal ligt het hart van de overledene dat gewogen wordt. Boven op de staander zien we ten eerste het hoofd van de godin Maät, of het hoofd van Anpu (Anubis), of dat van een ibis, symbool van Thoth, en ten tweede de figuur van een baviaan, een dier dat met Thoth wordt geassocieerd en soms zijn naam draagt.

### De Raad van Maät
De hal waarin Maät in haar dubbele vorm zetelde om er de belijdenis van de dode te aanhoren wordt vaak beschreven in verband met hoofdstuk CXXV van het Dodenboek. Het was een zeer ruime hal met een omlijsting bestaand uit uraei en veren van de symbolische maät. Centraal staat een godheid met beide handen over een heilig meer uitgestrekt, en aan ieder uiteinde van de hal zit een baviaan (aapgod Hapy) voor een paar schalen. De achterdeur waarlangs de overledene binnenkwam werd bewaakt door Anubis. Beide deurstijlen hadden een naam die door de overledene op voorhand gekend moest zijn. In de Zaal van Maät, zoals ze ook genoemd wordt, zetelden de 42 rechters in twee rijen, elk aan een kant van de hal. Zij werden de Raad van Maät genoemd.

### De Negatieve Confessie
Voor elk van hen moest de overledene de plechtige eed afleggen dat hij een bepaalde schending van de wetten niet had begaan. Men noemt dit de Negatieve Confessie. De namen van de rechters worden genoemd in de Papyrus van Nebseni (Brit. Mus. Nr. 9.900, blad 30). Na de Negatieve Confessie wendde de overledene zich tot de verzamelde rechters met een opsomming van zijn goede daden. Ten overstaan van Osiris, die hij als "de Heer van de Atefkroon" aanspreekt, verklaart hij de maät te hebben gevolgd en zich met maät te hebben gezuiverd, en dat het geen van zijn leden aan maät ontbreekt. Hij zegt dat hij in het "Veld van de Sprinkhanen" is geweest en gebaad heeft in het bad waarin de zeelui van Ra baden, en beschrijft al wat hij heeft gedaan, zoals het vinden van een scepter van vuursteen in "de Voor van Maät".
Om na een geslaagde beoordeling de juiste weg weer uit de hal te vinden, moest de overledene de magische namen kennen van de deur die naar de regionen van de gezegenden leidde.
| 42 idealen, geboden van maät, Mayet, Maae't |
| --- |
| 1. Ik honoreer deugd (virtue). 2. Ik maak baat met dankbetuiging (gratitude). 3. Ik ben vreedzaam (peaceful). 4. Ik heb respect voor het bezit van anderen (respect). 5. Ik beken dat elk leven heilig is (sacred). 6. Ik geef offers die juist zijn (genuine). 7. Ik leef in waarheid (truth). 8. Ik toon respect voor alle altaren (kan ook avondmaaltijd betekenen) (respect). 9. Ik spreek oprechtig en eerlijk (sincerity). 10. Ik consumeer alleen mijn eerlijke deel (consume) 11. Ik bied woorden van goede intentie. 12. Ik relateer met vrede. 13. Ik behandel dieren met eerbied. 14. Ik ben betrouwbaar. 15. Ik geef om de aarde. 16. Ik volg het advies (dat ik geef). - I keep my own council 17. Ik spreek positief over anderen. 18. Ik blijf in balans met mijn emoties. 19. Ik ben betrouwbaar in mijn relaties. 20. Ik hou puurheid in eerbied. 21. Ik verspreid vreugde. 22. Ik doe mijn best. 23. Ik communiceer met begrip. 24. Ik luister naar tegenstrijdige meningen. 25. Ik creëer harmonie 26. Ik laat mensen lachen - I invoke laughter 27. Ik sta open voor liefde in verschillende manieren. 28. Ik ben vergevend. 29. Ik ben aardig. 30. Ik handel respectvol tegenover anderen - I act respectfully of others 31. Ik ben accepterend. 32. Ik volg mijn innerlijke stem. - I follow my inner guidance. 33. Ik spreek met bewustheid. - I converse with awareness. 34. Ik doe goed. 35. Ik geef zegeningen. 36. Ik hou het water puur. 37. Ik spreek met goede intentie. 38. Ik bied lof aan de godin en god. 39. Ik ben nederig. 40. Ik ben succesvol met integriteit. 41. Ik raak verder door mijn eigen vaardigheden. 42. Ik omhels het Al. - I embrace the All. |
| |

## Relatie met justitie
Hagen meldt hierover: Maät leert dat recht onafhankelijk van de macht gesproken moet worden. In Europa leefde de godin verder in de figuur van Justitia, die in de westerse democratieën naast regering en parlement een derde macht werd.

## Cultus
In de Mentoetempel in Karnak was een kleine Maättempel gebouwd, maar dergelijke heiligdommen voor formele eredienst voor deze godin zijn ongewoon. Wel wordt zij meestal afgebeeld in tempels voor andere goden. De titel 'priester van Maät' werd honoris causa gegeven aan degenen die als magistraat dienstdeden of juridische besluiten in haar naam doorvoerden. Zij droegen vaak een kleine gouden afbeelding van de godin ten teken van hun juridische autoriteit.
Theologisch bestond het voornaamste teken van verering van de godin uit een rituele aanbieding door de farao van een kleine afbeelding van Maät die hij in de hand hield en aan de goden aanbood. In de tempels van het Nieuwe Rijk werd dit vooral ten overstaan van Amon, Ra en Ptah gedaan.
Maät was in tegenstelling tot andere godheden niet ‘omkoopbaar’, dat wil zeggen dat het principe ‘do ut des’ tegenover haar niet gold. Men handelde ofwel volgens haar richtlijn of ertegen, en ondervond daarvan de gevolgen. Maar men kon niet haar hulp inroepen of haar bemiddeling vragen, zoals dat bij andere goden wél mogelijk was, en dank- of smeekbeden en offers waren zinloos.
Toch zijn er bronnen aangaande het tot zich nemen van een sacramentele drank, vergelijkbaar met de Indiase soma of de Perzische haoma, die rituele zuiverheid verleende aan degenen die de wet van Maät in acht namen. Egyptische schrijvers uit het 3e millennium v.Chr. schreven: Mijn innerlijke delen zijn gewassen in de vloeistof van Maät.
Egyptische priesters trokken een Veer van Maät, gedipt in een groene vloeistof, over hun tong om hun woorden kracht van waarheid te geven.

## Vergelijking met andere culturen
Behalve een mogelijke overeenkomst of relatie met Moet en met de naam Metet, de ochtendbark van de zonnegod, (vertaald als sterker wordend) waardoor zij soms als geboortegodin werd aangezien en met de Romeinse godin Mater Matuta overeenkwam, zijn er nog vergelijkbare of verwante concepten of godinnen in andere culturen. Zo noemden de Hettieten Noordelijk Syrië Mat Hatti (Moeder Hatti). Als wetgever van het Oude Egypte kwam Maät overeen met Tiamat uit Babylonië, die de heilige tabletten aan de eerste godenkoning overhandigde. De Maät was wat dat betreft in functie vergelijkbaar met de Me uit Mesopotamië.
Afrikaanse pygmeeën kennen Maät nog onder de naam die zij in Sumerië droeg als baarmoeder en onderwereld: Matu. Zij was de eerste moeder van God. Zoals haar Egyptische 'zuster' had ze soms een kattenhoofd.
In India lijkt het concept maät sterk overeen te komen met dat van de dharma: de natuurlijke orde die in stand dient te worden gehouden.